# Martina Batini
Martina Batini (Pisa, 17 de abril de 1989) é uma esgrimista italiana, condecorada com o Colar de Ouro e vencedora de múltiplas medalhas mundiais e continentais.

## Biografia
Martina Batini nasceu na cidade de Pisa, no dia 17 de abril de 1989.

## Carreira
Na esgrima, fez sua estreia na seleção italiana no Campeonato Europeu de 2014, realizado na cidade francesa de Estrasburgo. Na ocasião, ganhou o ouro por equipes e a prata no individual. No mesmo ano, repetiu o feito no Campeonato Mundial.
De 2015 a 2017, fez parte das equipes que ganharam duas medalhas de ouro e uma de prata em campeonatos continentais e mundiais. Em 19 de dezembro de 2017, foi condecorada com o Colar de Ouro. Chegou nos Jogos Olímpicos de 2020 como uma das principais representantes de seu país na esgrima e conquistou uma medalha de bronze no evento por equipes.

## Palmarès
Jogos Olímpicos
| Ano  | Local  | Evento              | Posição | Ref.  |
| ---- | ------ | ------------------- | ------- | ----- |
| 2021 | Tóquio | Florete por equipes | 3.ª     | [ 7 ] |

Campeonatos Mundiais
| Ano  | Local          | Evento              | Posição | Ref.  |
| ---- | -------------- | ------------------- | ------- | ----- |
| 2014 | Cazã           | Florete por equipes | 1.ª     | [ 5 ] |
| 2015 | Moscou         | Florete por equipes | 1.ª     | [ 5 ] |
| 2017 | Lípsia         | Florete por equipes | 1.ª     | [ 5 ] |
| 2014 | Cazã           | Florete individual  | 2.ª     | [ 5 ] |
| 2016 | Rio de Janeiro | Florete por equipes | 2.ª     | [ 5 ] |

Campeonatos Europeus
| Ano  | Local       | Evento              | Posição | Ref.  |
| ---- | ----------- | ------------------- | ------- | ----- |
| 2015 | Montreux    | Florete por equipes | 1.ª     | [ 5 ] |
| 2017 | Tiblíssi    | Florete por equipes | 1.ª     | [ 5 ] |
| 2014 | Estrasburgo | Florete individual  | 2.ª     | [ 5 ] |
| 2016 | Toruń       | Florete por equipes | 3.ª     | [ 5 ] |

## Condecorações
Colar de Ouro ao Mérito Desportivo (19 de dezembro de 2017)